# Jo Deok-je
Jo Deok-je (* 26. Oktober 1965) ist ein ehemaliger südkoreanischer Fußballspieler, der bei Daewoo Royals spielte. Er stand zuletzt bei Busan IPark FC als Trainer unter Vertrag. Er führte den Verein Suwon FC 2015 erstmals in der Vereinsgeschichte in die K League 1. In Südkorea ist er für seine Loyalität zu Suwon FC bekannt.

## Karriere als Spieler

### Jugendzeit
Jo Deok-je war von 1983 bis 1986 an der Ajou University und wurde dort zum Mittelfeldspieler ausgebildet.

### Fußball-Karriere in Südkorea
Jo Deok-je wurde 1988 von Daewoo Royals unter Vertrag genommen. Er blieb dort bis zu seinem Karriereende 1995. Dabei absolvierte er 191 Spiele und erzielte neun Tore.

## Karriere als Trainer
Nach seinem Karriereende ging er nicht wie üblich als Trainer zu einem Verein. Erst neun Jahre nach seinem Karriereende wurde er bei Ajou University unter Vertrag genommen und betreute dort die Jugendmannschaft. Er blieb bis 2010 dort, ehe der damalige Korea-National-League-Verein Suwon FC ihn als Jugendtrainer unter Vertrag nahm. 2012 stieg er zum Trainer auf und betreute die Mannschaft in ihrer letzten Korea National-League-Saison. Als der Verein der neugegründeten K League Challenge beitrat, blieb er dem Verein treu und verließ den Verein nicht. 2015 konnte er mit seinem Team den Höhepunkt der Vereinsgeschichte erreichen. Er schaffte es über die Play-off-Spiele den Verein in die K League Classic zu bringen. In der darauffolgenden Saison startete die Mannschaft gut, ließ aber im Verlauf der Saison viele Punkte liegen. Obwohl der Verein in akuter Abstiegsgefahr war, entließ der Verein ihn nicht. Auch nachdem der Abstieg feststand, wurde er nicht entlassen. Der Verein gab am Saisonende bekannt, dass Cho Deok-je die Mannschaft 2017 in der K League Challenge 2017 weiterhin betreuen darf. Nach einer Niederlagen-Serie und den dritt-letzten-Platz wurde Cho Deok-je am 27. August 2017 entlassen. Am 20. Dezember 2018, gab der Verein Busan IPark FC bekannt, hn als Trainer verpflichtet zu haben.

## Erfolge
- 1× Aufstieg in die K League Classic 2015